# Ilos (Sohn des Tros)
Ilos (altgriechisch Ἶλος Ílos, lateinisch Ilus) war nach der griechischen Mythologie der Gründer und erste König von Troja (Ilion). Er war ein Urenkel des Dardanos und der  Sohn des Tros von Phrygien, nach dem er die Stadt Troja benannte, und der Kallirrhoë. Er war Bruder des Assarakos und des Ganymedes, verheiratet mit Eurydike (und/oder Acallaris, Tochter des Eumedes) und der Vater der Themiste (oder Themis), der Telecleia und des Laomedon von Troja.

## Die Gründung Trojas
Der Sage nach nahm Ilos an den Wettkampfspielen des benachbarten Königs in Phrygien teil, wo er alle Gegner besiegte. Er erhielt als Kampfpreis fünfzig junge Männer und fünfzig junge Mädchen. Der König, der einer Weisung eines alten Orakelspruches folgte, gab ihm ebenfalls eine buntgefleckte Kuh, denn es wurde prophezeit, dort wo auch immer das Tier sich niederlegen würde, da sollte er eine Burg gründen.
Ilos gehorchte dem Orakel und folgte der Kuh, und weil sie sich bei dem offenen Flecken niederlegte, der seit seinem Vater Tros der Hauptort des Landes und seine eigene Wohnung war und auch schon Troja hieß. Hier baute er am Grabhügel der phrygischen Ate die feste Burg „Ilion“ oder „Ilios“, auch „Pergamos“ geheißen, wie denn das ganze Wesen von nun an bald Troja, bald Ilion, bald Pergamos genannt wurde.
Ehe er jedoch die Burg anlegte, bat er seinen Ahnherrn Zeus um ein Zeichen, dass ihm die Gründung derselben genehm sei. Am folgenden Tage fand er das vom Himmel gefallene Bild der Göttin Athene, Palladion genannt, vor seinem Zelte liegen. Es war drei Ellen hoch, hatte geschlossene Füße und hielt in der rechten Hand einen erhobenen Speer, in der andern Rocken und Spindel.
Als das Heiligtum der Athena in Ilion in Flammen stand, eilte Ilos herbei und ergriff das Palladion, jedoch erblindete er dabei – möglicherweise war es Männern nicht erlaubt, das Palladion zu betrachten. Aber später, als er die Göttin nach Opfergaben besänftigte, erlangte er sein Augenlicht zurück.
Nach dem Tod seines Vaters blieb er in seiner bevorzugten neuen Stadt Ilion. Er verlieh stattdessen die Herrschaft über Dardania an seinen Bruder Assarakos und so wurden die Trojaner in zwei Königreiche gespalten.

## Ilos als Namensgeber
Ilos ist ein eponymer Heros; auf ihn geht der griechische Name Ilion (Ἴλιον) bzw. Ilios (Ἴλιος) für die von ihm gegründete Stadt Troja zurück. Auch die Ilias, deren Name sich von Ilios ableitet (vermutlich in der Form Ἰλιὰς ποίησις Iliàs poíēsis, deutsch ‚die sich mit Troja beschäftigende Dichtung‘), ist somit indirekt nach Ilos benannt worden.
Nach Ilos wurde der gleichnamige Einschlagkrater auf Ganymed benannt.
In der Science-Fiction-Reihe The Expanse wird ein neu entdeckter Exoplanet nach der latinisierten Namensform „Ilus“ genannt, da die ersten ihn bewohnenden Menschen von Ganymed stammen und ihrer neuen Heimat den Namen von dessen Bruder geben.